# Boleslovas Jonas Masiulis
Boleslovas Jonas Masiulis (ur. 21 stycznia 1889 w Twereczu; zm. 18 kwietnia 1965 w Michigan) – litewski polityk i prawnik.

## Życie
W 1908 roku ukończył gimnazjum w Petersburgu, od 1909 do 1916 roku studiował na wydziale prawa Uniwersytetu w Sankt Petersburgu. Ukończył prawo na Uniwersytecie Witolda Wielkiego w Kownie.
Od 1918 do 1919 był nauczycielem w szkołach Wilnie, od 1919 do 1920 roku sprawował funkcję sędziego pokoju w Kownie. Od 1920 do 1922 był sędzią Sądu Regionalnego w Kownie, w latach 1923-26 pełnił funkcję wiceprezesa Sądu Najwyższego. Od marca do października 1938 roku był w rządzie Vladasa Mironasa ministrem sprawiedliwości, a jego następcą został Vladas Stašinskas. W latach 1936–1949 był przewodniczącym Centralnej Komisji Wyborczej. W 1944 roku wyemigrował do Niemiec. W latach 1945-48 przebywał w obozie dla jeńców wojennych w Kempten w Niemczech. W 1950 roku wyjechał do Stanów Zjednoczonych.